# Le parole lontane
«Le parole lontane» es una canción interpretada por la banda italiana Måneskin, incluida en su primer álbum de estudio, Il ballo della vita (2018). Fue compuesta por los cuatro integrantes de la agrupación, Damiano David, Ethan Torchio, Thomas Raggi y Victoria De Angelis, mientras que su producción también quedó a su cargo con apoyo de Fabrizio Ferraguzzo. La canción fue lanzada como el quinto y último sencillo del álbum el 13 de septiembre de 2019 bajo la distribución de Sony Music y RCA Records.
La canción se convirtió en el quinto éxito top 10 de la banda en Italia, donde además fue certificada con disco de platino. Su videoclip fue dirigido por Giacomo Triglia y publicado el 13 de septiembre de 2019 en YouTube.

## Composición y lanzamiento
La canción fue compuesta por los cuatro integrantes de la banda, Damiano David, Ethan Torchio, Thomas Raggi y Victoria De Angelis, que además se encargaron de producirla con apoyo de Fabrizio Ferraguzzo. «Le parole lontane» es una power ballad que mezcla sonidos folclóricos y medievales, donde se narra la separación de «Marlena», una musa creada por la banda como una representación ficticia de la libertad y que es el tema central de Il ballo della vita (2018). La canción fue lanzada como el quinto y último sencillo del disco el 10 de abril de 2019 bajo la distribución de Sony Music y RCA Records.

## Rendimiento comercial
«Le parole lontane» debutó en la quinta posición del listado semanal de éxitos de Italia en la semana del 1 de noviembre de 2018, con lo que se convirtió en la quinta canción de la banda en ingresar al top 10. En total logró mantenerse por cinco semanas dentro del conteo y fue certificada con disco de platino por la Federación de la Industria Musical Italiana (FIMI) tras exceder las 50 mil unidades vendidas en el país.
Tras la victoria de Måneskin en el Festival de la Canción de Eurovisión 2021, «Le parole lontane» ingresó al listado semanal de las canciones más descargadas en Grecia en la posición número 57. También ingresó al conteo semanal de éxitos de Lituania en el puesto número 30.

## Vídeo musical
El videoclip de la canción fue dirigido por el italiano Giacomo Triglia, quien ya había trabajado con la banda en el vídeo de «Torna a casa». Fue publicado el 13 de septiembre de 2019 en el canal de YouTube de Måneskin. En el vídeo se representa a «Marlena», una musa creada por la banda como una personificación ficticia de la libertad que sirvió como inspiración principal de Il ballo della vita (2018). El videoclip se ve a Marlena inspirando a cada uno de los integrantes de la banda e interactuando con ellos antes de dejarlos a todos juntos, lo que simboliza su unión como banda. Asimismo, el vídeo simboliza la despedida de Marlena, la culminación del período de promoción de Il ballo della vita y la visión hacia el futuro de la banda.

## Posicionamiento en listas

### Semanales
| Grecia   | Digital Singles Chart | 57 |
| Italia   | Top Singoli           | 5  |
| Lituania | AGATA TOP 100 Chart   | 30 |

### Certificaciones
| País   | Organismo certificador | Certificación | Ventas certificadas | Ref.  |
| ------ | ---------------------- | ------------- | ------------------- | ----- |
| Italia | FIMI                   | Platino       | 50 000              | [ 5 ] |